# 郭德纲徒弟打人事件
郭德纲徒弟打人事件是2010年发生在中华人民共和国文化艺术领域的突发事件。该事件起始于采访所谓郭德纲别墅违法占地过程中出现的一起普通治安案件，最后却由于媒体的连番报道而升级为全国瞩目的重大新闻。

## 背景
2010年7月23日，中共中央总书记胡锦涛在中共中央政治局就深化中华人民共和国文化体制改革研究问题进行的第二十二次集体学习上提出，“要引导广大文化工作者和文化单位自觉践行社会主义核心价值体系，坚持社会主义先进文化前进方向，坚决抵制庸俗、低俗、媚俗之风。”7月27日，中共中央宣传部发出通知，要求宣传思想文化战线将学习宣传贯彻该讲话精神作为当前一项十分重要的政治任务。
2010年7月30日，中华人民共和国新闻出版总署发表《新闻出版总署支持记者进行正常合法的舆论监督》，针对仇子明事件提出维护记者合法权益的问题，并称2010年将继续深入贯彻执行2009年刚刚修订的《报刊记者站管理办法》、《新闻记者证管理办法》，2010年下半年将就这两个《办法》的贯彻执行情况到各地进行专项检查，要求各地新闻出版行政部门加大对新闻媒体及其合法权益的保护。

## 起因
郭德纲在北京市大兴区北京经济技术开发区赢海庄园（瀛海名居）内置有一套房产。事件发生时，其物业归北京德融物业管理有限公司管理。
2010年7月22日，赢海庄园业主委员会公布物业招标结果，长城物业集团股份有限公司北京物业管理分公司综合排名第一，该小区原物业管理公司北京德融物业管理有限公司综合排名第三。小区业主委员会准备更换物业管理公司。
7月28日，博兴路派出所和居委会、德融物业、赢海庄园业主委员会在博兴路派出所共同召开会议，研究赢海庄园更换物业公司现阶段的安全、保卫事项。警方强调，在新旧物业交接阶段，一定要保证赢海庄园的安全和稳定。
2010年7月27日，即中共中央宣传部发出通知的同一天，北京电视台《每日文娱播报》栏目派出工作人员对郭德纲该房产被指圈占公共绿地一事进行采访。7月28日该报道播出后，获得中国中央电视台及全国各电视媒体转播，其他各种媒体随后跟进报道。
7月31日，《法制晚报》报道郭德纲当天上午在南京片场就“圈地”发声明致歉。该报记者还向亦庄经济技术开发区城管分局查证得知，该城管分局从未接到过郭德纲别墅侵占绿地的材料。
针对该报道，郭德纲的经纪人王海于7月31日下午接受《北京青年报》记者采访时对该道歉声明存疑，称郭德纲近期未到过南京，也从未接到过物业和其他业主的意见或通知，并且没有邻居表示过不满，并认为这种事纯属社区内部、邻里之间的小事，搞得如此风风雨雨并不寻常，王海说，“或许有人借此达到某种目的”。
8月1日，曾在7月27日接受北京电视台《每日文娱播报》采访的北京德融物业管理有限公司赢海庄园服务处经理杨某发表情况说明称，
“本人杨峻（北京德融物业管理有限公司）于2010年7月27日接受自称北京电视台记者有关本小区居民私占绿地的采访，但在看过北京电视台‘每日文娱’的播报后发现该台播出的内容与当时采访本人所说的内容本意不符，并非播出时所述物业与住户各执一词的说法，纯属记者对本物业及郭德纲先生（35甲）污蔑。对于该楼房在销售期间如何对此绿地的承诺，本人不清楚具体情况。”

## 打人过程及后续发展
8月1日下午，北京电视台《每日文娱播报》派出一男（周广甫）一女进入郭德纲的该物业内，未持记者证意欲进行采访。郭德纲仍然不在。正在该物业内的郭德纲弟子李鹤彪在该物业门内和此两人交谈后，推搡前来采访并进行了“偷拍”（北京电视台《每日文娱播报》播出该节目时标注“非正常拍摄”）的周广甫，将其轰出门外。随后李鹤彪报警，双方被警方带到当地派出所。
8月1日，北京市城市管理综合行政执法局经济技术开发区分局执法人员接到群众举报，反映郭德纲在自家别墅外圈占公共绿地，搭建违法设施。
8月1日晚，已得知此事的郭德纲在德云社举办的演出中，于单口相声《张双喜捉妖》中念完定场诗后，对此事进行了陈述，称北京电视台《每日文娱播报》栏目报道不实，所拍摄的所谓郭德纲侵占公共绿地的花园实际上是其邻居的花园，因此致其邻居向小区物业提出抗议，并称小区物业经理于8月1日下午向自己发来致歉信，“严厉谴责北京电视台断章取义污蔑我的事儿”。
自8月1日起，郭德纲的相关节目在北京广播电视台辖下的北京人民广播电台及北京电视台全面消失。
8月2日晨，北京市城市管理综合行政执法局经济技术开发区分局执法人员赶赴郭德纲在北京经济技术开发区瀛海名居的住所，对现场进行了调查取证。
8月2日下午，郭德纲的经纪人王海来到北京电视台，当面向周广甫道歉，但并未被周广甫接受，周坚持要求郭德纲及家人进行书面道歉。
此后，8月2日下午北京电视台《每日文娱播报》栏目组召开媒体见面会，通报了郭德纲家人打人过程及栏目组态度，称被打男记者周广甫被诊断为头部外伤，肘部关节脱臼，并对周广甫没有在事件发生后第一时间到医院做伤情报告进行了解释。会上记者见到了周广甫8月1日在中国人民解放军海军总医院的两份检查申请单和一份门诊病历，两份检查申请单上的检查结果分别为“左肘关节未见明确骨折征象”、“头颅CT平扫未见明确异常”。左肘缠着绷带并用一本杂志固定的周广甫在会上含泪讲述了被打过程。栏目组提出三点要求：“第一，郭德纲及家人必须向记者书面道歉；第二，要赔偿一切损失，包括记者人身伤害、误工费、设备损坏费；第三，我们会保留一切法律权利。”会上该栏目组还向媒体散发了刻有被打全过程视频的光盘。此后网上出现了名为《“郭德纲家人打人事件”始末》的视频，引起网友关注。
8月2日晚，王海在接受《京华时报》记者采访时表示动手打人是不对的，自己已在第一时间向当事摄像记者周广甫致歉；李鹤彪因仍在警局做笔录，故未能一同前往致歉，但会在适当时候向被打记者致歉。王海同时希望《每日文娱播报》栏目组就所提出的赔偿金额的构成进行解释。对《每日文娱播报》关于此事件的片面报道，王海表示遗憾，并称将适时运用法律武器对断章取义的失实报道给德云社造成的负面影响进行维权。最后他还澄清，郭德纲并未在任何时间和地点对所谓“圈地”事件进行过道歉。
8月2日晚，王海接受土豆网专访，透露了当天下午赴北京电视台和《每日文娱播报》栏目组的沟通情况，称当天下午周除要求郭德纲本人及其家人（李鹤彪实为弟子，非家人）道歉外还索要5万元赔偿费，不然栏目组就召开媒体见面会并在当晚播出。由于对方没有提出5万元的构成，故王海当时未能答应该数额；王海也没有同意郭德纲本人出面道歉的必要性。王海同时又提出周广甫的记者身份的问题，并对该媒体的不实报道进行了质疑。
8月3日下午，北京德云社在三里屯剧场召开了新闻说明会，李鹤彪就殴打北京电视台《每日文娱播报》记者周广甫一事进行了公开道歉，并表示愿意承担医疗费。李鹤彪公开道歉结束后，在继续举行的新闻说明会上，德云社方面对《每日文娱播报》栏目的一系列不实报道进行了澄清，并对北京台方面私闯民宅、偷拍、在8月2日媒体见面会上说谎等提出质疑。
8月4日凌晨，郭德纲在自己的博客上发表了一篇《有药也不给你吃》的文章，力挺弟子李鹤彪，怒斥被打记者周广甫，指《每日文娱播报》栏目企图以“打人视频”要挟，更把矛头指向了北京电视台，引起各方热议。
8月4日中央电视台在《新闻直播间》栏目中发表短评《公众人物应承担更多社会责任》，不点名地批评郭德纲“这位公众人物如此庸俗、低俗、媚俗的表现是多么的丑陋”。8月5日，新华网发表时评《公众人物面对监督要自重》，不点名地批评郭德纲为“个别公众人物纵容他人殴打记者”。8月5日，中国记协维权处称，将密切关注此事。8月5日，中国曲艺家协会发表题为《坚决抵制庸俗低俗媚俗之风 自觉承担曲艺工作者的社会责任》的倡议书。
8月5日，郭德纲接受优酷网的访问，对此前的一些误会进行澄清，表示并未针对北京电视台，只是对《每日文娱播报》栏目的处理及个别工作人员不满。
8月5日下午，北京电视台《每日文娱播报》栏目组制片人朱礼庆接受《北京晚报》记者采访，称今后《每日文娱播报》栏目将不可能再出现与郭德纲相关的内容，并称最近国家文化部门正在呼吁反“三俗”，“像郭德纲这种‘三俗’艺人的典型代表，应该受到抵制，否则社会风气和主旋律的弘扬都会受到侵扰。”
8月5日傍晚，李鹤彪被北京市公安局经济技术开发区分局予以行政拘留7日并处二百元罚款的处罚。
8月6日凌晨，郭德纲弟子何云伟、师弟李菁宣布已退出德云社。8月6日上午，北京挚友相声社宣布退出德云相声联盟。

## 德云社小剧场演出停止后
8月7日凌晨，德云社在官方网站上发布《关于停演内查的重要通知》称，
关于停演内查的重要通知-20100807

为深入贯彻学习胡锦涛总书记在中共中央政治局第二十二次集体学习时的重要讲话精神及中共中央宣传部通知精神，北京德云社特决定自2010年8月9日（周一）起暂停所有小剧场（北京德云社剧场、德云社三里屯剧场、张一元天桥茶馆、广德楼剧场）的常规演出，按照讲话精神开展深入自查，进行内部整改。具体的演出恢复时间，将根据实际情况另行通知。特此通告！

北京德云社 2010年8月7日

8月7日凌晨，郭德纲新浪博客（页面存档备份，存于）上的所有日志被全部删除。
8月7日，根据上级相关通知要求，和郭德纲有关的一切书籍和音像制品在北京各大书店已全部下架封存。此后，广州、沈阳、西安、天津、上海、重庆等地的书店也接连对和郭德纲有关的书籍和音像制品进行下架封存。与此同时，优酷网、土豆网等网站也先后删除了此前对郭德纲及王海进行专访的视频。
8月7日，中国记协维权部门负责人就北京电视台记者遭殴打一事发表谈话，称
北京电视台记者遭殴打事件发生后，中国记协维权部门对此十分关注，部门负责人表示：依法开展舆论监督，是新闻媒体的合法权利。要坚决维护记者合法的采访权，制止干涉记者合法采访的行为，在全社会营造良好的舆论监督环境。
8月8日，《光明日报》发表了就“近日某相声演员的弟子殴打记者引发了一系列事件”对中国曲艺家协会党组书记姜昆的专访。姜昆称，“如果在路上，看到有人在往相反的方向走，我们必须大声疾呼，把他们叫回来。否则，长此以往，他们一定会遭到观众的抛弃和社会的淘汰。”“有个别相声演员却把“反三俗”作为笑料，在演出中任意调侃，用戏谑的态度应对，对此我感到非常遗憾。”
8月8日，北京电视台发表题为《敬复观众》的官方声明，内称“坚守媒体良知，尊重客观事实，依法解决问题，依法维护北京电视台的名誉，维护新闻事业的尊严！”声称“除了客观报道打人者鞠躬认错、被治安拘留等消息外，没有在这件事之外说话，更没有因为掌握话语权而为自己说话”，并称今后要“坚决抵制庸俗、低俗、媚俗”。
8月8日中午13时，声称“最了解郭德纲的人”的天津IP的网友在百度郭德纲贴吧大爆郭德纲的所谓“风流艳事”等“丑闻”，并指郭德纲“说瞎话”。该帖子在半小时后被删除，但仍引起媒体关注并报道。
8月9日凌晨，德云社网站被黑客攻击，被迫关闭。
8月9日，北京市规划委员会经济技术开发区分局认定郭德纲别墅所围绿地中确有部分侵占了公共绿地。北京市城市管理综合行政执法局经济技术开发区分局随即根据相关法规向其下发了《限期改正通知书》，要求将所侵占的公共绿地恢复原貌，并拆除地上构筑物；该通知书要求其在8月12日前改正完毕。8月9日通知书已送达郭德纲该别墅，由自称其徒弟的张磊当面代收，张磊表示愿意配合有关部门的工作。
8月9日上午，北京经济技术开发区管理委员会下发“整治通告”，针对北京经济技术开发区内各小区长期形成的大规模违法建设、占用公共绿地等行为进行综合整治。
8月9日，著名导演、全国政协委员冯小刚更新微博，反对各方面对郭德纲“落井下石”。在此前后，宁财神、郝蕾、赵丽华、周立波等文艺界人士也发表言论，对郭德纲表示同情。
8月9日，《南方都市报》发表《郭德纲事件，事情正在起变化》，称“郭德纲不过是在行使自己的言论、思想权利而已，他是因言获罪。”“民众不会不分青红皂白地站在‘传媒界’或者‘记者’一边，他们会选择，他们很清楚倒向谁有利于自身权利的伸张，能分辨什么是‘记者劫’和‘接妓者’——— 请所有传媒机构和新闻业者记住我这话，不要以为你们的大嘴真的可以忽悠天下人。”
8月9日，中国法院网刊登署名文章《封杀郭德纲作品于法无据》，称“从法治意义上说，北京相关部门通过行政手段，责令书店、商场停售郭德纲的书籍和光盘，恐怕是找不到任何法律依据的。”并称“毕竟，媒体热衷的‘道德审判’，不能替代现行法律法规。而公民的著作权是不可以被无端剥夺的！”

## 《人民日报》署名文章发表后
8月10日，《人民日报》发表署名文章《明星为何惹众怒》，公开点名批评郭德纲，称“演员郭德纲在徒弟打人后护短并出言不逊，这一举止连日来受到严厉批评。”“周立波、小沈阳等一些当红演艺人物近来屡有‘状况’，负面表现同样令人遗憾、深思。”但该文并未指郭德纲“三俗”，也没有指被打者为“记者”。
8月10日，北京市文化局、北京市宣武区文化委员会相继否认已吊销德云社的演出许可证。
8月11日，《南方周末》发表文章《失德的郭德纲VS“失控”的公权力》，称北京市广播电视局、北京市新闻出版局、北京市扫黄打非办公室、北京市文化执法总队均声称没有下发过封杀郭德纲的行政命令。北京市文化执法总队在接受记者采访时表示，如果真想让某类书下架，并不需要下达行政处罚决定书，因为“这不是行政处罚，只是一个一般的行政管理措施，一般情况下上级主管部门会有口头通知”。北京市委宣传部则称没有命令其下属的北京市发行集团的各大书店对和郭德纲有关的书籍及音像制品进行下架封存。中国政法大学终身教授、前全国人大内务司法委员会委员应松年等对公权力的扩张表示担忧。
8月11日，《广州日报》发表文章，指根据网友提供的线索调查发现，此次事件幕后有水军团队活动。这些团队受雇于网络公关公司，通过发帖和回帖为雇主服务。在此次事件中，多个水军团队在猫扑、天涯论坛、网易新闻论坛等网站上出没，针对郭德纲发表质疑言论。
8月11日，《中国青年报》在冰点周刊栏目发表署名文章《郭德纲低俗事小，媒体失标准事大》，指“这种过分迎合社会公众口味而随意摆布新闻的操作，请允许我坦率地说，有悖新闻专业精神，也有失媒体本分和气度。”
8月11日，新华社报道，中华人民共和国新闻出版总署署长柳斌杰8月10日在接受新华社记者采访时表示，
记者：近日，维护新闻记者合法权益问题再次引发关注。新闻出版总署近期有没有什么举措，指导各地新闻出版行政部门加大对新闻媒体及其合法权益的保护？

柳斌杰：这也是国内外关注的问题。我们认为，舆论监督是社会文明进步不可少的力量，一定要维护记者合法采访的权益，否则，社会正义就无法维护。记者只要反映的是真实事实，就应该受到保护。有些单位对记者做出不适当的处理，我们是一直干预的。目前，我们正在研究如何采取更进一步的措施，在已出台的法规规定基础上，出台关于规范新闻采访秩序的意见，包括规范相关联的党政部门、新闻单位、新闻记者、新闻当事人各自应承担的责任和义务，包括规范媒体自身行为等。

新闻出版总署态度向来非常明确，支持记者和新闻单位维护正当权益，保护记者不受人身侵害。对于侵害记者合法权益，甚至于采取非法手段阻止记者正常采访活动的行为，将坚决制止，坚决谴责。

8月11日，《法制晚报》报道北京经济技术开发区内各小区违法建设、圈占公共绿地情况严重，并指在该开发区内拥有别墅的中国中央电视台著名主持人董浩等名人也大肆进行违法建设、圈占公共绿地。
8月11日下午，《北京晨报》、《新京报》、《法制晚报》、《京华时报》记者在赢海庄园小区就郭德纲别墅违规侵占公共绿地进行采访时，分别与小区保安和郭德纲别墅的邻居等发生冲突，《京华时报》记者李靖及所带实习生分别被打，警方派出民警进行解决。
8月12日凌晨，经博新路派出所民警调解，郭德纲别墅的邻居等向被打的《京华时报》记者李靖道歉。8月12日下午，被郭德纲别墅的邻居等打的《京华时报》记者李靖到同仁医院验伤，鉴定结果为腰部软组织损伤。当日，中国记协国内工作部维权服务处有关负责人致电《京华时报》，慰问当事记者，并谴责记者在合法采访时被无理阻挠或殴打的现象。
8月12日，有媒体报道，浙江影视娱乐频道本周撤掉了郭德纲的节目。
8月12日上午，郭德纲方面开始自行拆除别墅围栏等设施。下午，北京市城市管理综合行政执法局经济技术开发区分局发布官方消息称，“8月12日15时45分，城管开发区分局对郭家别墅的违法建设行为的改正情况进行复查。经复查，该处违法建设确已按照城管部门要求，全部自行拆除完毕。”
8月12日，李鹤彪行政拘留满7天，期满释放。
8月14日，郭德纲于谦合作十周年相声专场在北展剧场上演，票房火爆。郭德纲个人、德云社、演出商三方共向舟曲灾区捐款20万元人民币，其中郭德纲个人捐款10万元，德云社和演出商各捐5万元。接受捐款的中国扶贫开发协会称赞德云社和郭德纲德艺双馨。原定8月15日在北展剧场举行的第二场演出因全国哀悼日而临时取消。
同日，北京挚友相声俱乐部的张伯鑫、王自健在演出中说明公司已被收购，因此在与郭德纲商议后退出德云相声联盟。为表示对郭德纲的支持并防止被人利用，张、王等宣布退出挚友相声俱乐部。
9月13日，德云社恢复小剧场演出。